# Vuelta a Murcia 1998
La Vuelta a Murcia 1998, diciottesima edizione della corsa, si svolse dal 4 all'8 marzo su un percorso di 650 km ripartiti in 5 tappe (la quarta suddivisa in due semitappe), con partenza e arrivo a Murcia. Fu vinta dall'italiano Alberto Elli della Casino davanti al kazako Aleksandr Vinokurov e all'italiano Marco Pantani.

## Tappe
| Tappa  | Data    | Percorso                            | km    | Vincitore di tappa | Leader cl. generale |
| ------ | ------- | ----------------------------------- | ----- | ------------------ | ------------------- |
| 1ª     | 4 marzo | Murcia > Jumilla                    | 144,2 | Jeroen Blijlevens  | Jeroen Blijlevens   |
| 2ª     | 5 marzo | Murcia > San Pedro del Pinatar      | 190   | Mario Traversoni   | Jeroen Blijlevens   |
| 3ª     | 6 marzo | Murcia > Librilla                   | 169,1 | Alberto Elli       | Alberto Elli        |
| 4ª-1ª  | 7 marzo | Murcia > Totana                     | 61    | Marco Pantani      | Alberto Elli        |
| 4ª-2ª  | 7 marzo | Totana > Cehegín                    | 73    | Johan Capiot       | Alberto Elli        |
| 5ª     | 8 marzo | Murcia > Murcia (cron. individuale) | 12,9  | Alberto Elli       | Alberto Elli        |
| Totale | Totale  | Totale                              | 650   |                    |                     |

## Dettagli delle tappe

### 1ª tappa
- 4 marzo: Murcia > Jumilla – 144,2 km

| Pos. | Corridore         | Squadra | Tempo    |
| ---- | ----------------- | ------- | -------- |
| 1    | Jeroen Blijlevens | TVM     | 3h44'31" |
| 2    | Jaan Kirsipuu     | Casino  | s.t.     |
| 3    | Endrio Leoni      | Ballan  | s.t.     |

| Pos. | Corridore         | Squadra | Tempo    |
| ---- | ----------------- | ------- | -------- |
| 1    | Jeroen Blijlevens | TVM     | 3h44'21" |

### 2ª tappa
- 5 marzo: Murcia > San Pedro del Pinatar – 190 km

| Pos. | Corridore        | Squadra       | Tempo    |
| ---- | ---------------- | ------------- | -------- |
| 1    | Mario Traversoni | Mercatone Uno | 4h43'44" |
| 2    | Ján Svorada      | Mapei-Bricobi | s.t.     |
| 3    | Jaan Kirsipuu    | Casino        | s.t.     |

| Pos. | Corridore         | Squadra | Tempo    |
| ---- | ----------------- | ------- | -------- |
| 1    | Jeroen Blijlevens | TVM     | 8h27'59" |

### 3ª tappa
- 6 marzo: Murcia > Librilla – 169,1 km

| Pos. | Corridore    | Squadra    | Tempo    |
| ---- | ------------ | ---------- | -------- |
| 1    | Alberto Elli | Casino     | 4h11'00" |
| 2    | Ángel Edo    | Kelme      | s.t.     |
| 3    | Markus Zberg | Post Swiss | s.t.     |

| Pos. | Corridore    | Squadra | Tempo     |
| ---- | ------------ | ------- | --------- |
| 1    | Alberto Elli | Casino  | 12h39'14" |

### 4ª tappa - 1ª semitappa
- 7 marzo: Murcia > Totana – 61 km

| Pos. | Corridore           | Squadra       | Tempo    |
| ---- | ------------------- | ------------- | -------- |
| 1    | Marco Pantani       | Mercatone Uno | 1h51'54" |
| 2    | Alberto Elli        | Casino        | s.t.     |
| 3    | Aleksandr Vinokurov | Casino        | s.t.     |

| Pos. | Corridore    | Squadra | Tempo |
| ---- | ------------ | ------- | ----- |
| 1    | Alberto Elli | Casino  |       |

### 4ª tappa - 2ª semitappa
- 7 marzo: Totana > Cehegín – 73 km

| Pos. | Corridore        | Squadra           | Tempo    |
| ---- | ---------------- | ----------------- | -------- |
| 1    | Johan Capiot     | TVM               | 1h48'31" |
| 2    | Mario Traversoni | Mercatone Uno     | s.t.     |
| 3    | Óscar Freire     | Vitalicio Seguros | s.t.     |

| Pos. | Corridore    | Squadra | Tempo     |
| ---- | ------------ | ------- | --------- |
| 1    | Alberto Elli | Casino  | 16h19'33" |

### 5ª tappa
- 8 marzo: Murcia > Murcia (cron. individuale) – 12,9 km

| Pos. | Corridore            | Squadra  | Tempo  |
| ---- | -------------------- | -------- | ------ |
| 1    | Alberto Elli         | Casino   | 15'30" |
| 2    | Antonio Tauler Llull | Ros Mary | a 1"   |
| 3    | Melchor Mauri        | ONCE     | s.t.   |

| Pos. | Corridore           | Squadra       | Tempo     |
| ---- | ------------------- | ------------- | --------- |
| 1    | Alberto Elli        | Casino        | 16h35'03" |
| 2    | Aleksandr Vinokurov | Casino        | a 41"     |
| 3    | Marco Pantani       | Mercatone Uno | s.t.      |

## Classifiche finali

### Classifica generale
| Pos. | Corridore                 | Squadra               | Tempo     |
| ---- | ------------------------- | --------------------- | --------- |
| 1    | Alberto Elli              | Casino                | 16h35'03" |
| 2    | Aleksandr Vinokurov       | Casino                | a 41"     |
| 3    | Marco Pantani             | Mercatone Uno-Bianchi | s.t.      |
| 4    | Igor González de Galdeano | Euskaltel-Euskadi     | a 1'16"   |
| 5    | Melchor Mauri             | ONCE                  | a 1'25"   |
| 6    | Carmelo Miranda           | Estepona-Brepac       | a 1'29"   |
| 7    | Markus Zberg              | Post Swiss Team       | a 1'34"   |
| 8    | Javier Ochoa Palacios     | Kelme                 | a 1'49"   |
| 9    | David García Dapena       | Vitalicio Seguros     | a 1'54"   |
| 10   | Manuel Beltrán            | Banesto               | a 2'05"   |